# Procès Galanskov–Ginsburg
 (signalé en mai 2025).
Si vous disposez d'ouvrages ou d'articles de référence ou si vous connaissez des sites web de qualité traitant du thème abordé ici, merci de compléter l'article en donnant les références utiles à sa vérifiabilité et en les liant à la section « Notes et références ».
- Archive Wikiwix
- Bing
- Cairn
- DuckDuckGo
- E. Universalis
- Gallica
- Google
- G. Books
- G. News
- G. Scholar
- Persée
- Qwant
- (zh) Baidu
- (ru) Yandex
- (wd) trouver des œuvres sur Wikidata

Le procès Galanskov–Ginsburg est un procès ayant eu lieu à Moscou en janvier 1968. Iouri Galanskov, Alexandre Ginsburg et Alexey Dobrovolsky y sont jugé pour avoir diffusés des samizdats.